# 連枝燈
連枝燈は樹形燈や多枝燈とも呼ばれる、中国で用いられていた縦型ランプである。

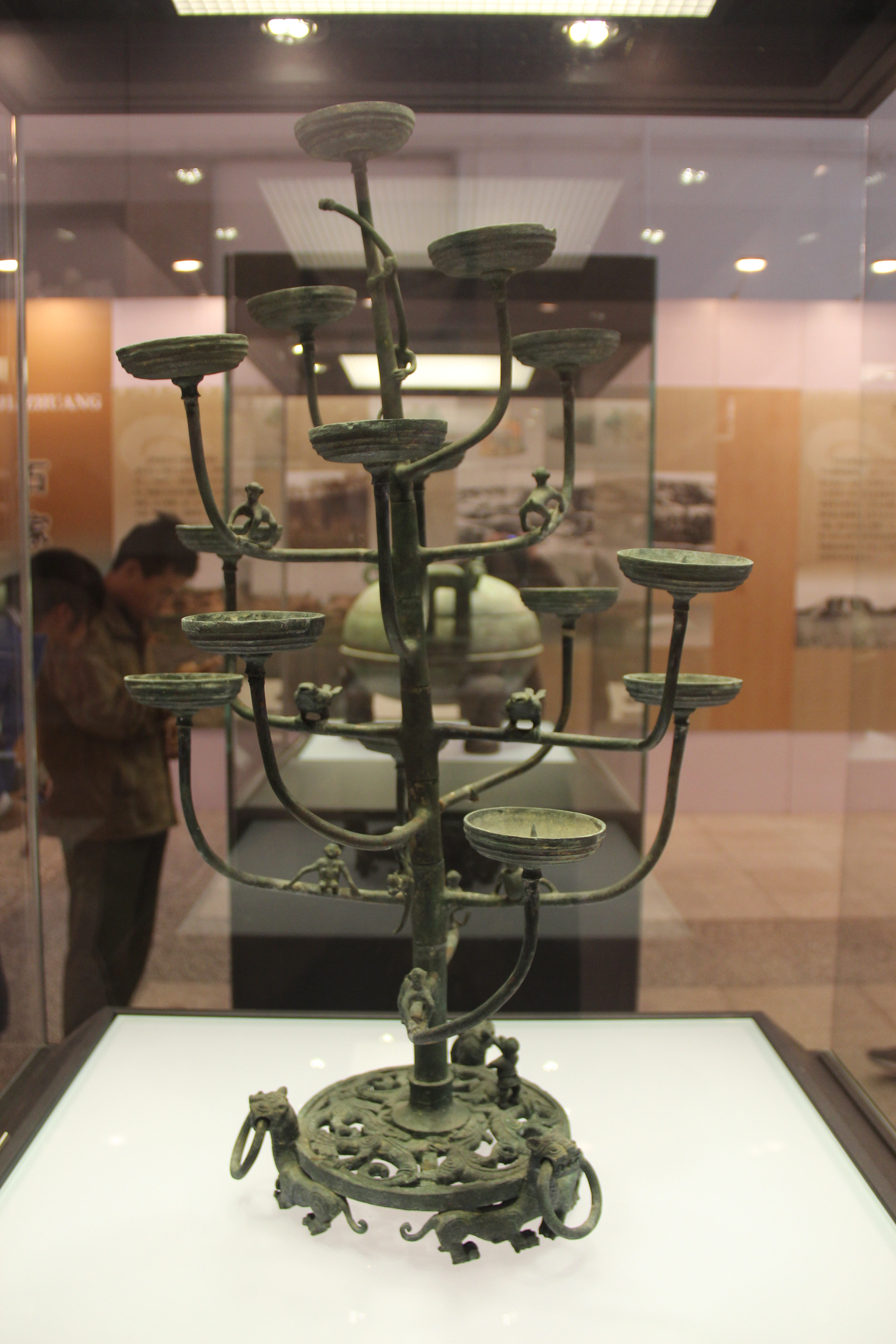
連枝燈

灯柱から複数の灯皿が幾重にも突き出ているのが特徴で、灯皿の数は数個から二十数個まである。連枝燈は春秋戦国時代に出現し始め、漢の時代に広く普及した。 前漢時代には銅製のものが多く、後漢時代には陶製のものが増えた。 連枝燈は山東省、河南省、河北省、山西省、甘粛省、貴州省、広西チワン族自治区に広く分布していた。

## 写真

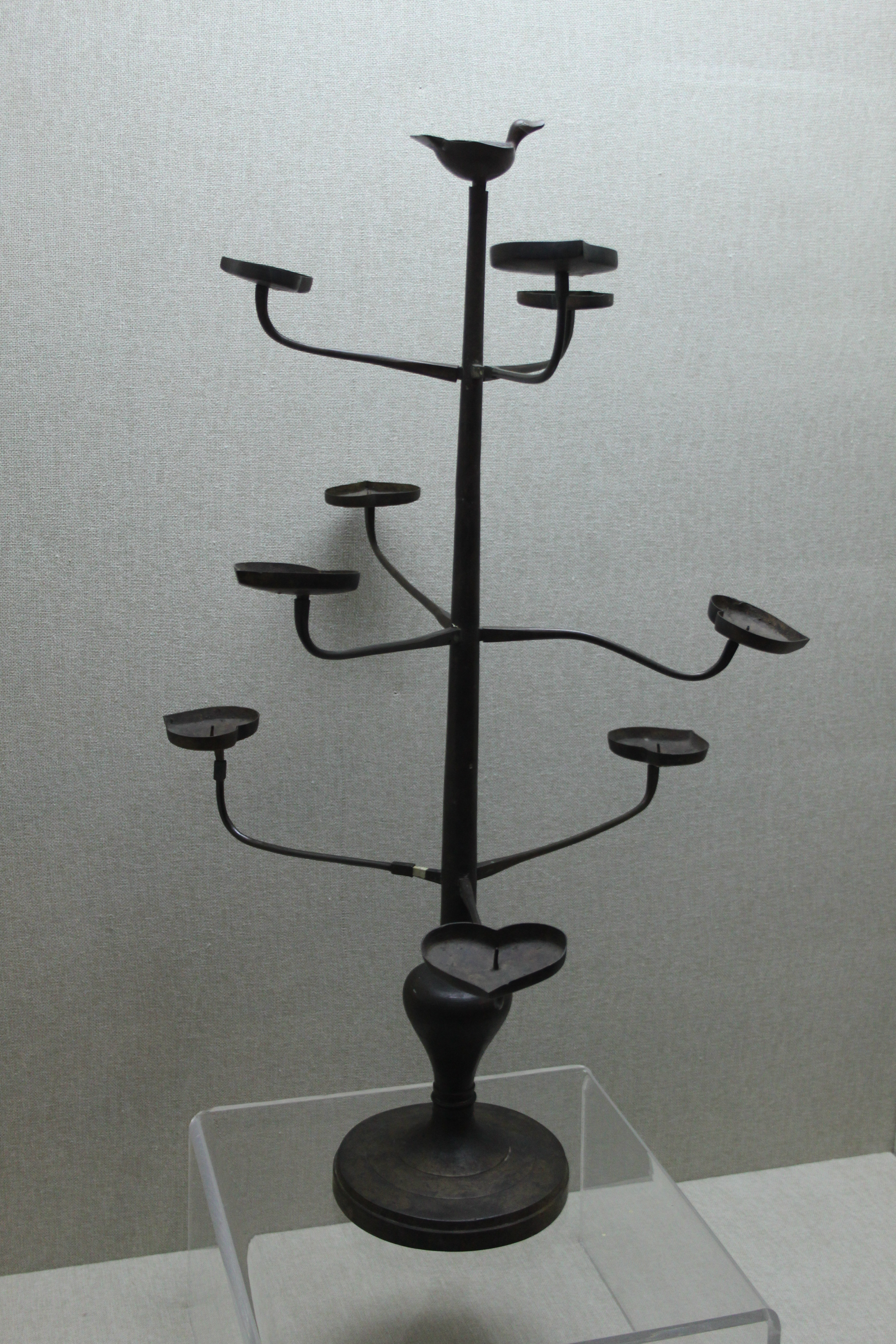
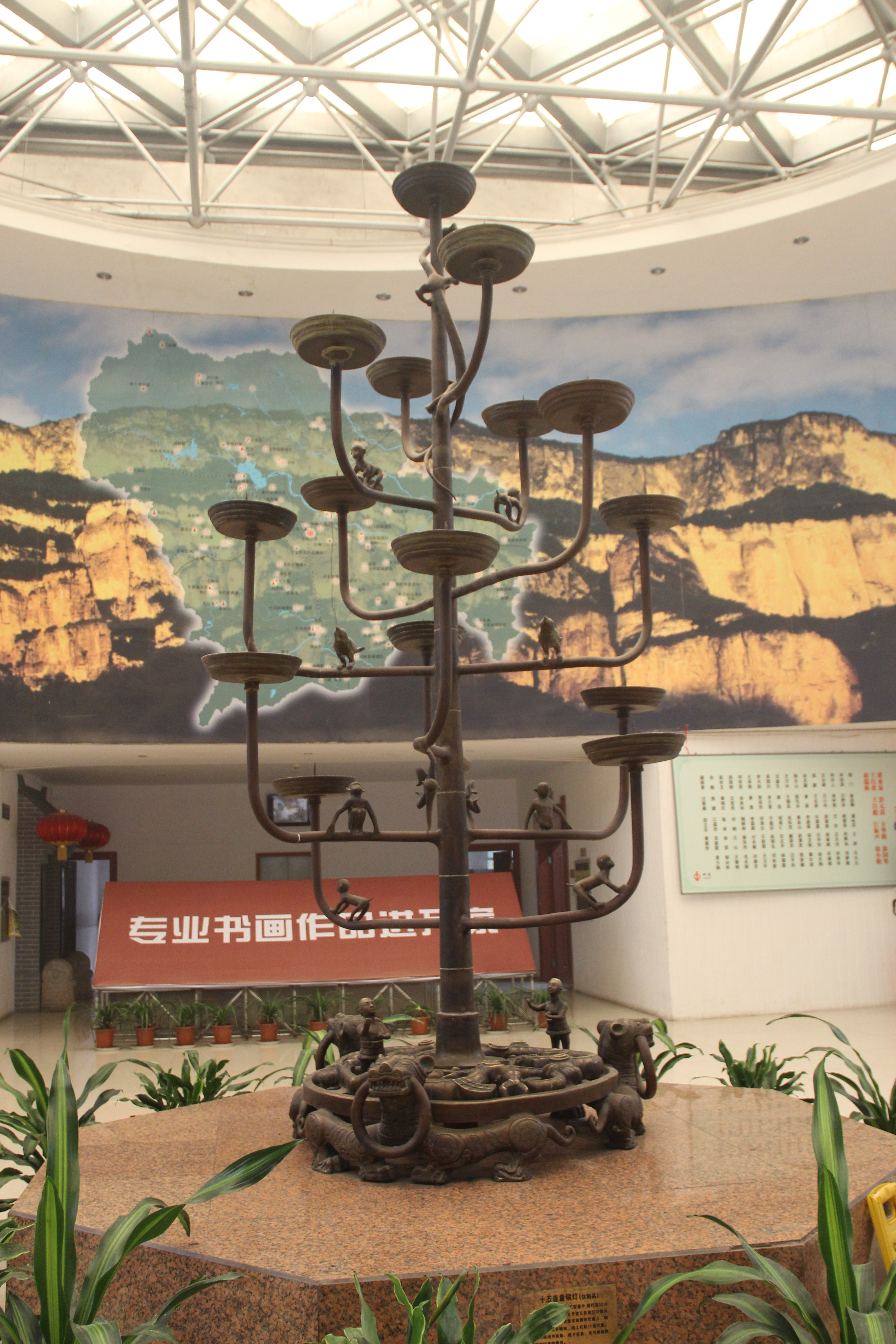
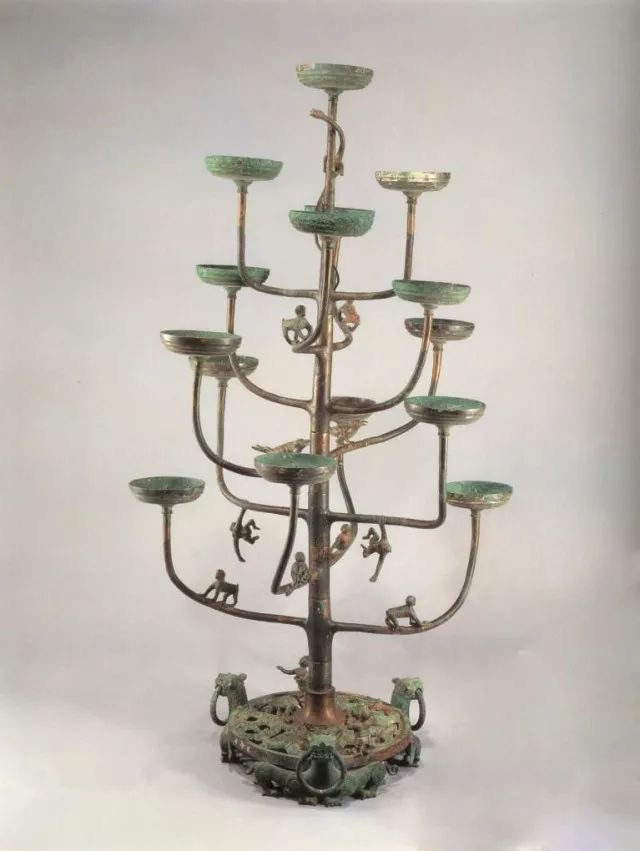
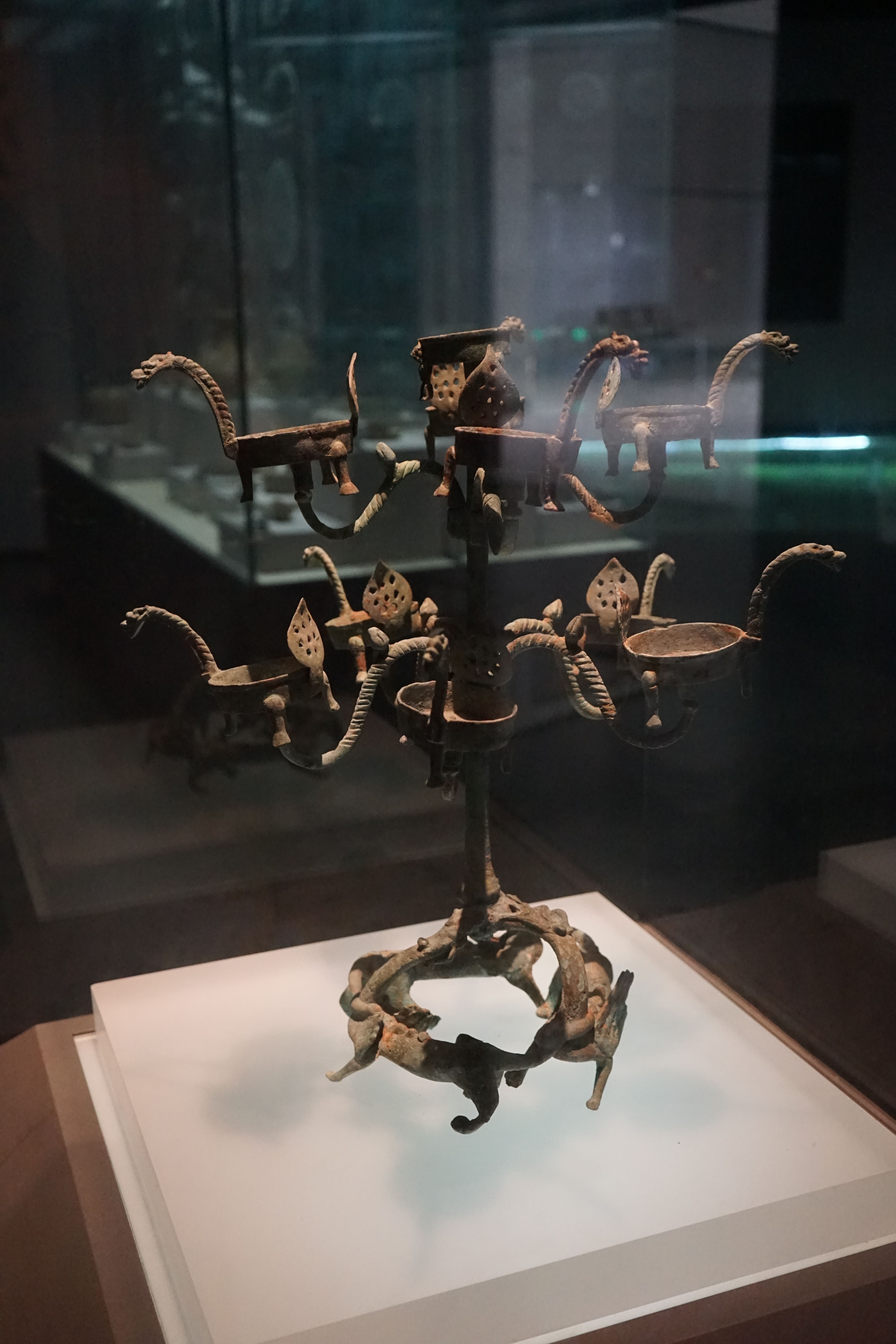